# Triaxomera caucasiella
Triaxomera caucasiella är en fjärilsart som beskrevs av Aleksei Konstantinovich Zagulajev 1959. Triaxomera caucasiella ingår i släktet Triaxomera och familjen äkta malar. Inga underarter finns listade i Catalogue of Life.